# 大林清
大林 清（おおばやし きよし、1908年4月25日 - 1999年10月27日）は、日本の小説家、劇作家。東京都出身。

## 人物
- 東京・芝出身[1]。
- 東京府立第一中学校を卒業後に慶應義塾大学仏文科入学。1932年に同校中退後、1933年同人雑誌『大衆文学』を創刊、1939年に長谷川伸が主宰する新鷹会に入会した。
- 1939年頃、長谷川伸主宰の劇作研究会で舞台脚本を執筆[1]。
- 第4代日本作家クラブ会長。
- 直木賞に4回候補となったが、いずれも受賞にはならなかった。
- 1943年野間文芸奨励賞を受賞。
- 戦後は都会風俗を描き、ラジオ、テレビの脚本を多く書いた。「あの波の果てまで」などの人気テレビドラマの脚本を手掛けた。
- 1954年、NHK連続放送劇「かくて夢あり」の原作者として、第15回NHK紅白歌合戦の特別審査員となった。
- 日本放送作家組合(現・日本脚本家連盟)の創立以来、理事長を務め、日本著作者団体協議会会長など文化団体の会長、理事、評議員など歴任[1]。

## 賞歴
- 第1回千葉賞長編選外佳作（1936年）
- 第3回野間文芸奨励賞『庄内士族』（1940年）
- 紫綬褒章（1966年）
- 芸術祭優秀賞『ひつきはあかしとへいど』（1974年）
- 勲四等旭日小綬章（1990年）
- 勲三等瑞宝章（1990年）

## 著書
- 戦線銃後愛国小説集 三邦出版社 1940.11 (歓喜力行文庫)
- 時代の尖兵 蒼生社 1941 のち春陽堂文庫
- 母の戦旗 興亜文化協会 1941
- 猪平九郎武勇伝 大白書房 1941
- 富賤の籤 成武堂 1942 (国防文芸叢書)
- わが荒鷲 戯曲集 錦城出版社 1942
- 撃滅の朝 錦城出版社 1942
- 欧化時代 湯川弘文社 1942
- ぼくらの空軍 忠文館書店 1943
- マラッカ海峡 大川屋書店 1944
- 庄内士族 輝文堂 1944
- 美貌 富国出版社 1947
- 花の譜 むさし書房 1948
- 恋に朽ちなむ 湊書房 1948
- 母千鳥 偕成社 1949
- 母恋ちどり ポプラ社 1950
- 双真珠 偕成社 1950
- 哀しき円舞曲 偕成社 1951
- フランクリン 科学と政治の人 ポプラ社 1951 (偉人伝文庫)
- 情熱のルムバ 新小説社 1951 (新小説文庫)
- 謎の春駒 銀平捕物帖 同光社磯部書房 1951
- 恋疾風 同光社 1951
- 嘆きの夜曲 偕成社 1952
- 石川啄木 薄幸の詩人 ポプラ社 1953 (偉人伝文庫)
- 髑髏(どくろ) 桃源社 1953
- 虹よふたたび 偕成社 1954
- 上杉謙信 文武の名将 偕成社 1954 (偉人物語文庫)
- 日本の虎 鶴書房 1954
- 今宵誓いぬ 東京文芸社 1954 のち春陽文庫
- いのちのかぎりを 東方社 1954
- 泥んこの詩集 東方社 1954
- 風吹かば吹け 東京文芸社 1954
- 旅姿五十三次 東京文芸社 1954 のち春陽文庫
- 天に日月なくとも 東方社 1954
- かくて夢あり 第1-2部 宝文館 1954
- 新貞操問答 東方社 1954
- 貞操一つならず 豊文社 1954 のち春陽文庫
- 朱唇愁いあり 東京文芸社 1954 のち春陽文庫
- 夢よ永遠に 太平社 1954
- 風よ心あらば 豊文社 1954 のち春陽文庫
- 試験結婚 和同出版社 1954
- 浅間の火祭 東京文芸社 1954
- 赤い花白い花 偕成社 1955
- 雲よいずこへ 偕成社 1955
- 涙の母子鳥 偕成社 1955
- 疾風群盗伝 偕成社 1955
- 少年打撃王 光文社 1955 (少年文庫)
- 近藤勇 偕成社 1955 (実録時代小説)
- 結婚白書 東方社 1955
- 美貌の檻 大日本雄弁会講談社 1955 (ロマン・ブックス)
- 花も嵐も 東方社 1955
- 慶安走馬灯 桃源社 1955 (新撰大衆小説全集)
- 慾望の河 東京文芸社 1955 のち春陽文庫
- 吉野峡秘聞 同光社 1955 (長篇時代小説全集)
- はやて組 同光社 1955
- その名は女 大日本雄弁会講談社 1955 (ロマン・ブックス)
- 誰がため麗しき 東方社 1955 のち春陽文庫
- 清らに咲ける 東京文芸社 1955 (人気作家小説全集) のち春陽文庫
- 春を知らぬ女 東方社 1955
- わが恋やまず 東方社 1955
- 恋風笠 和同出版社 1955
- 暗夜群像 東方社 1955
- 三浦環 永遠の歌姫 ポプラ社 1956 (偉人伝文庫)
- 荒木又右衛門 偕成社 1956 (実録時代小説)
- 花は燃えている 桃源社 1956
- 青春無宿 桃源社 1956
- ヒマラヤの魔王 異国物語 桃源社 1956
- 朱唇問答 東方社 1956 のち春陽文庫
- 花の面影 東京文芸社 1956 のち春陽文庫
- 鐘を鳴らす武士 同人社 1956
- 風雲維新暦 同光社 1956 (新作・大衆文学全集)
- 大地に夢あり 大日本雄弁会講談社 1956 (ロマン・ブックス)
- 男の舞扇 東方社 1956 (東方新書)
- なつかしの花園 ポプラ社 1957
- 若草の歌 ポプラ社 1957 (少女小説文庫)
- 哀愁の園 1-3 東京文芸社 1957 のち春陽文庫
- 美しき毒蛾 桃源社 1957 のち春陽文庫
- ただ君ゆえに 東京文芸社 1957 のち春陽文庫
- 月下の若武者 桃源社 1957
- 夢いつの日に ポプラ社 1958 (少女小説文庫)
- 忘れ得ぬ人 第1-3部 東京文芸社 1958
- 翼なき鷹 桃源社 1958
- 愁いの湖 浪速書房 1958
- 忘れじの面影 浪速書房 1958
- 恋は炎か 東京文芸社 1958
- 火の誘惑 浪速書房 1959
- 彼女の危機 桃源社 1959
- 愛しきはあの人 第1-3部 東京文芸社 1959
- 喧嘩街道 新文芸社 1959
- 夜ごとの霧 講談社 1959 (ロマン・ブックス)
- 薔薇の流れ 浪速書房 1959
- この日美わし 東京文芸社 1959
- 美貌の罠 光風社 1959
- 君恋う鋪道 浪速書房 1960
- 恋の夕映え 浪速書房 1960
- 悪女の素顔 桃源社 1960 のち春陽文庫
- あの波の果てまで 東京文芸社 1960
- 私は生きる 講談社 1960
- さゞ波の彼方に 浪速書房 1961
- 泣き濡れた春 浪速書房 1961
- めぐり逢う日まで 東京文芸社 1961
- 夢いくたびか 春陽文庫 1961
- ラジオ・テレビ台本の書き方入門 協文社 1962
- この地果つるまで 集英社 1962-1963
- 夢の星座 春陽文庫 1963
- あゝ美しき人ゆえに 講談社 1963
- 火の河 東京文芸社 1963
- 永遠の恋人 春陽文庫 1964
- 朱よりもあかく 春陽文庫 1964
- 天の花束 桃源社 1964 (ポピュラー・ブックス)
- 初めて書こうとする人のためのラジオ・TVドラマ構成法 日本文芸社 1964
- 飛行機雲 桃源社 1965 (ポピュラー・ブックス)
- 黒い情炎 桃源社 1966 (ポピュラー・ブックス)
- 花の面影 春陽文庫 1966
- 恋人をさがそう 春陽文庫 1967
- 知られざる湖 東京文芸社 1969
- 小樽の女 春陽堂書店 1969 (サン・ポケット・ブックス)
- 銀座女八帖 講談社 1970
- 沖縄の踊り子 春陽堂書店 1970 (サン・ポケット・ブックス)
- 翼よ、いつの日に 桃源社 1971 (ポピュラー・ブックス)
- 愛染椿 講談社 1972
- 清正と行長 秀吉と文禄の役 偕成社 1978 (歴史小説シリーズ)
- 玉の井挽歌 青蛙房 1983.5
- 明治っ子雑記帳 青蛙房 1990.2